# Amere de Beauvoir
Amere de Beauvoir es el nombre de la variedad cultivar de manzano (Malus domestica). 
Considerada una manzana de sidra de calidad de Beauvoir-en-Lyons, integrada en la "Communauté de communes des Monts de l'Andelle", en la región de Alta Normandía, departamento de Sena Marítimo, en el distrito de Dieppe y cantón de Argueil, donde es uno de los principales ingredientes en la creación de la icónica bebida a base de manzana de la región.

## Sinónimo
- "Amère de Beauvoir",
- "Beauvoir amargo".

## Historia
'Amere de Beauvoir' es una variedad de manzana, originado en la "Communauté de communes des Monts de l'Andelle" del noroeste de Francia.

## Características
'Amere de Beauvoir' es un árbol vigoroso de forma piramidal.
'Amere de Beauvoir' tiene una talla de fruto grande; forma aplanada cónica; epidermis con color de fondo amarillo verdoso, con un sobre color ausente, presenta manchas aisladas de contorno circular de óxido pardo, y con importancia del "russeting" (pardeamiento áspero superficial que presentan algunas variedades) medio a alto; cáliz grande y cerrado, colocado en una cuenca poco profunda de forma regular, con "russeting" con venas radiales desde su centro hacia fuera de "russeting" tostado que sobresalen sobre el borde; pedúnculo corto y grueso, colocado en una cavidad poco profunda en forma casi aplanada que está con "russeting" con venas de "russeting" tostado que sobresalen sobre el borde; carne de color crema verdoso; sabor amargo sin aroma perceptible; se mantiene bien en el almacenamiento; pertenece al grupo amargo en la elaboración de sidra.

## Usos
Una buena manzana para la elaboración de sidra. Clasificada como una manzana de sidra antigua adecuada para hacer una sidra monovarietal o se puede usar para mezclar. Brix 11.66, jugo d=1047.
También se utiliza en cocina para elaboración de tartas de manzana.